# Sebastian Nielsen
Sebastian V. Nielsen (født 27. august 2000 i Rødovre) er en cykelrytter fra Danmark, der er på kontrakt hos Unibet Tietema Rockets.